# Ranuccio I Farnese
Ranuccio I Farnese (Parma, 28 marzo 1569 – Parma, 5 marzo 1622) è stato il quarto duca di Parma e Piacenza, reggente dal 1586 al 1592, duca dal 1592 alla morte e il quinto duca di Castro.
Diede alla città di Parma monumenti unici (la Cittadella, la Pilotta e il Teatro Farnese), ed una legislazione moderna, che ne fecero un centro d'eccellenza sia nello stile di vita, sia come modello architettonico. Nonostante il carattere particolare, fece di Parma una capitale culturale allo stesso livello di Londra e Parigi.
Attraverso la madre, l'undicenne Ranuccio divenne il legittimo erede al trono del Portogallo al momento della estinzione della dinastia degli Aviz, avvenuta nel 1580, ma il padre Alessandro dovette rinunciare alla corona del figlioletto in favore del suo ben più potente zio, re Filippo II di Spagna.

## Biografia

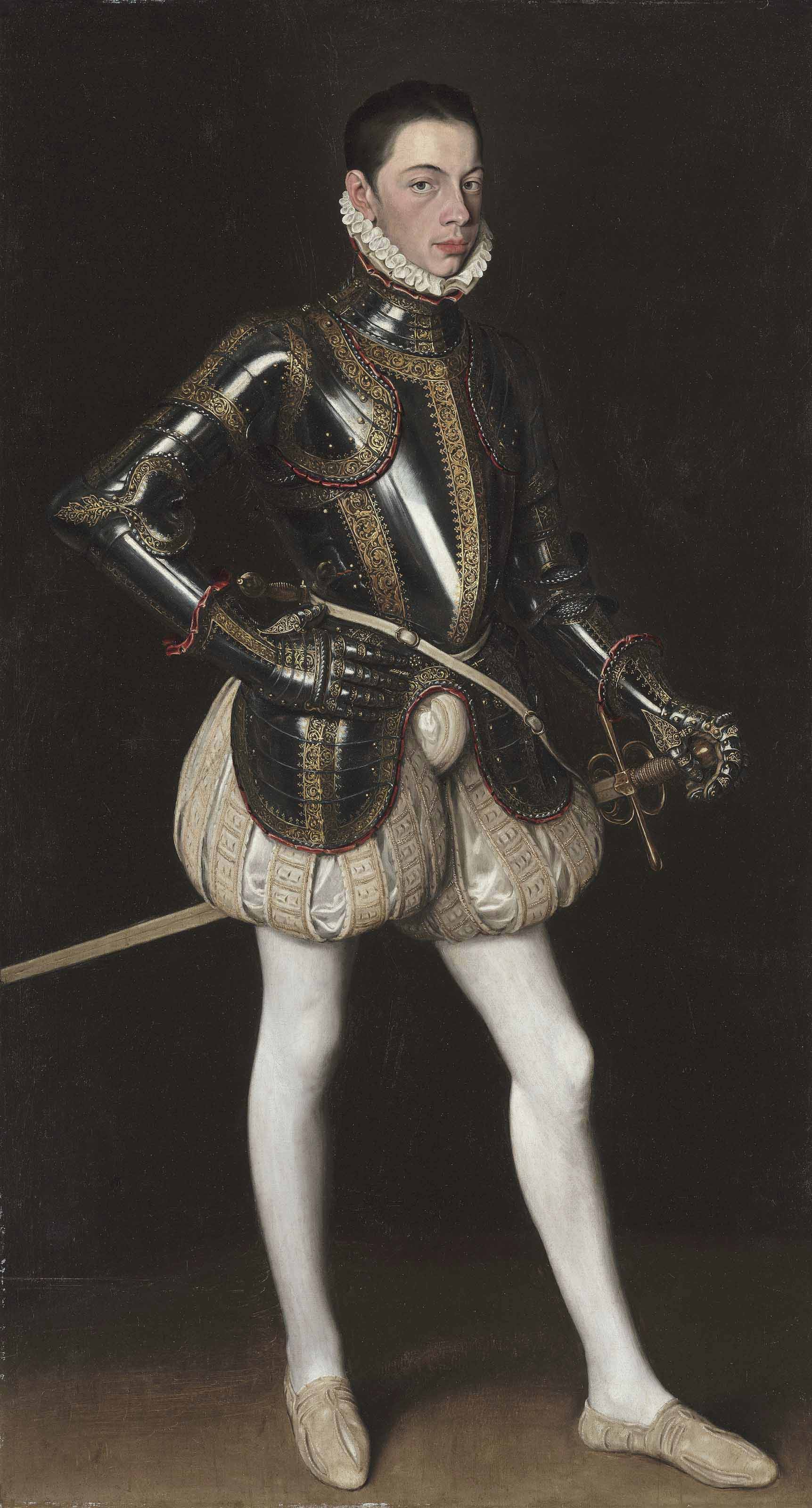
Alessandro Farnese ritratto con i paramenti militari da Anthonis Mor e Alonso Sánchez Coello.

### Infanzia
Ranuccio era il figlio del grande condottiero Alessandro Farnese e di Maria d'Aviz. Di costituzione gracile e di tempra malaticcia, alla morte del nonno Ottavio, a diciassette anni, fu incaricato della reggenza del ducato.

### Ascesa al ducato
La morte prematura della madre, avvenuta nel 1577, quando Ranuccio aveva solo otto anni, e la continua assenza del padre, governatore delle Fiandre, lo costrinsero ad una giovinezza solitaria. Crescendo si irrobustì fisicamente e, pur essendo un abile soldato, come voleva la tradizione familiare, preferì occuparsi di diritto e amministrazione. Nel corso del suo lungo governo, durato 30 anni, riorganizzò le strutture del ducato, stabilì un nuovo equilibrio tra governo e potere feudale e cercò di incentivare il commercio e le industrie della seta e della maiolica.

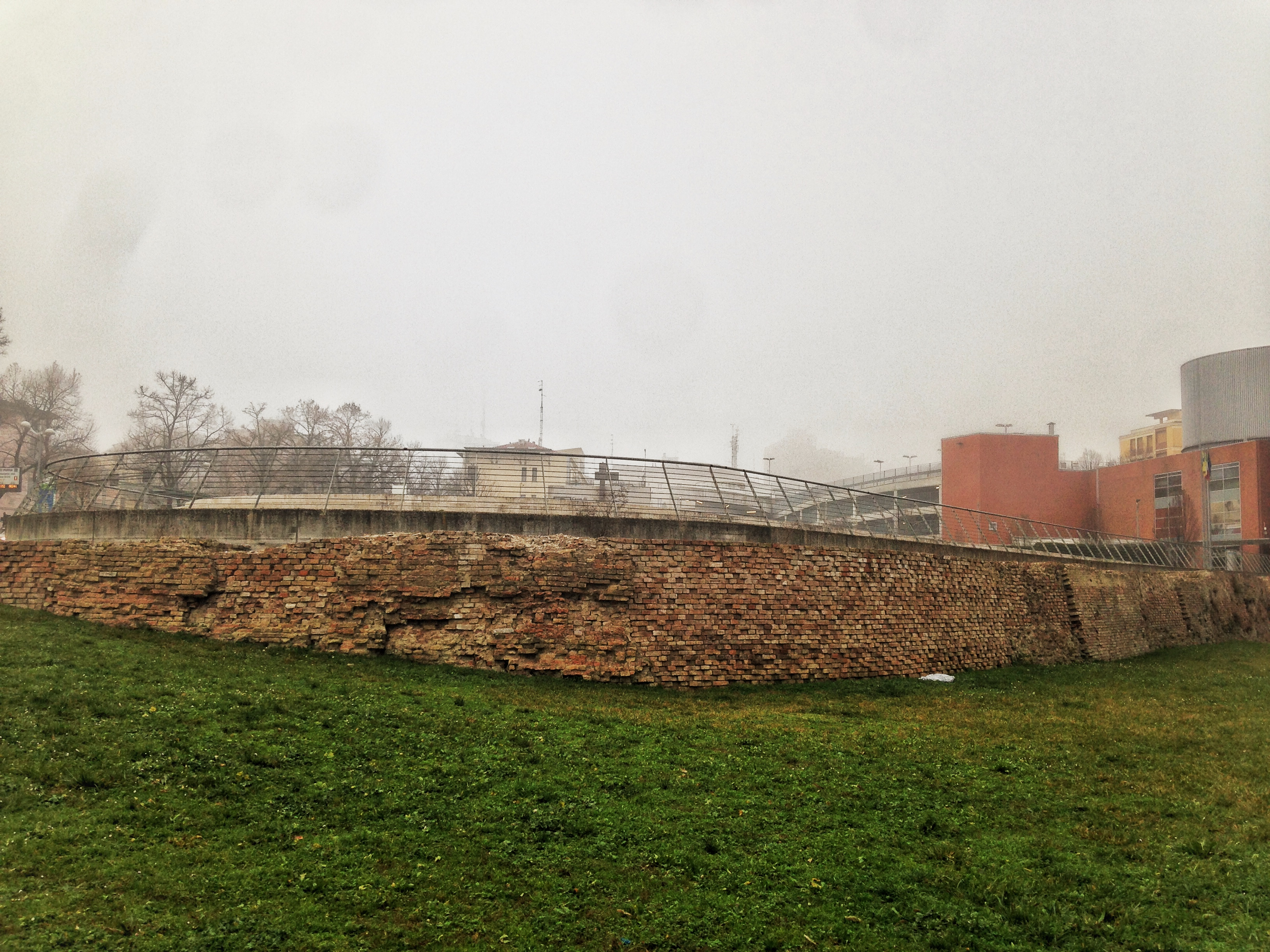
Uno dei quattro bastioni fortificati costruiti da Ranuccio I Farnese.

Nel periodo dal 1591, ultimo anno di reggenza al 1601, Ranuccio fece ristrutturare le mura cittadine, che furono abbattute e ricostruite per un quarto del percorso. Sul lato Nord-Est furono edificati quattro grandi bastioni fortificati. Sempre in questo periodo diede nuovo impulso all'università affiancandola al Collegio dei Nobili (o di Santa Caterina) e ponendola sotto il controllo dei gesuiti. Per volere del padre, che, nonostante si trovasse nelle Fiandre, dava disposizioni precise sulla gestione del ducato, fece costruire una cittadella fortificata, ispirata a quella di Anversa, fece iniziare i lavori per il palazzo della Pilotta (completato nel 1620), che conteneva anche il Teatro Farnese (completato nel 1618), capace di 4.500 posti, fece continuare i lavori per il Palazzo del Giardino e commissionò, per la città di Piacenza, a Francesco Mochi due statue equestri raffiguranti il padre e se stesso.
Nel 1594 promulgò le Costituzioni, un codice contenente provvedimenti esemplari, moderni e lungimiranti, che restarono in vigore per secoli: l'abolizione del lavoro festivo, la proibizione della coltivazione del riso perché portatrice di malaria, la realizzazione di bonifiche e la creazione di argini sui fiumi. Tra i provvedimenti c'era anche la razionalizzazione dello smaltimento dei rifiuti: le immondizie, prima di essere conferite in luoghi idonei, dovevano essere raccolte in buche sotterranee. Nelle costituzioni era previsto anche che non si potessero costruire nuovi edifici senza il permesso delle autorità preposte e che le industrie produttrici di odori sgradevoli fossero situate in zone appositamente create nelle parti remote dell'abitato.

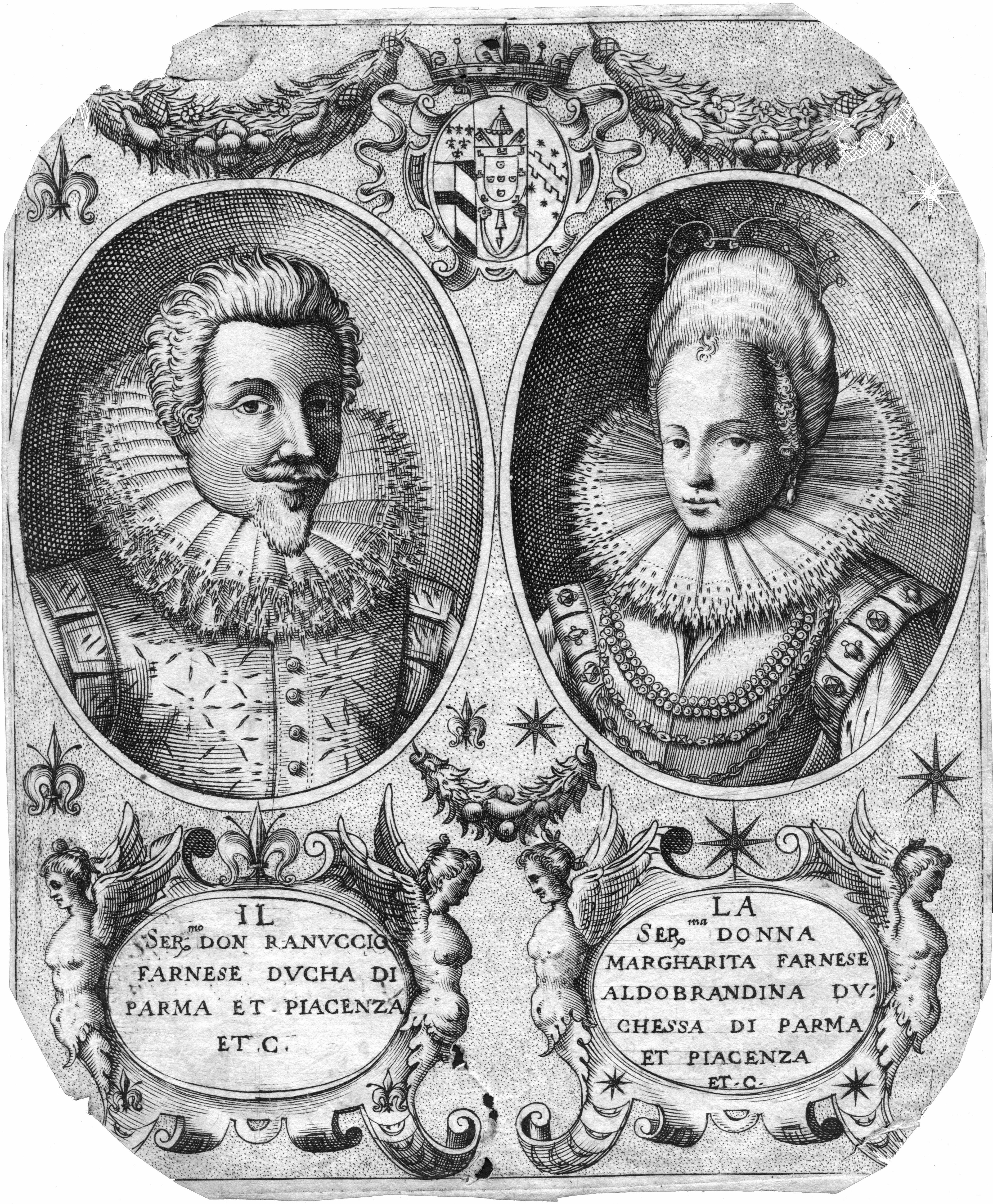
Rannuccio I Farnese e Margherita Aldobrandini.

### Matrimonio
Il 7 maggio 1600, ormai trentenne e dopo aver avuto numerose amanti, Ranuccio sposò l'undicenne Margherita Aldobrandini, nipote di papa Clemente VIII. Sembra che da questa unione la famiglia Farnese iniziò ad avere i problemi di sovrappeso che caratterizzarono tutti i discendenti di Ranuccio. Il matrimonio non era fecondo e così, nel 1605, il duca riconobbe il figlio naturale Ottavio che era nato da una delle sue numerose relazioni nel 1598.
Nel 1610 Margherita riuscì a portare a termine una gravidanza e nacque Alessandro, ma il bambino era sordomuto.

### Rapporti con la nobiltà

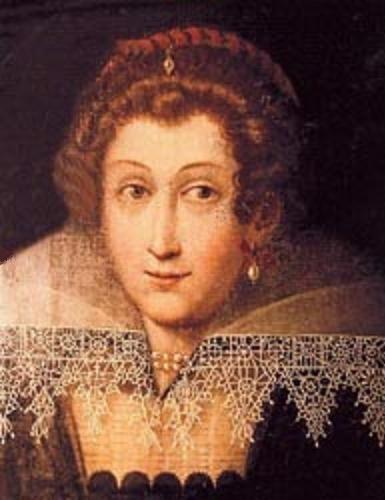
La marchesa Barbara Sanseverino.

Nel 1606 Ranuccio riservò solo a sé il diritto di caccia in alcune zone dove prima potevano cacciare tutti i nobili. Il loro malumore, però, si fece immediatamente sentire attraverso segni di sotterranea ribellione, seguiti da ritorsioni da parte del duca, specialmente contro la marchesa di Colorno, Barbara Sanseverino, già amante del nonno Ottavio.

### Congiura dei feudatari

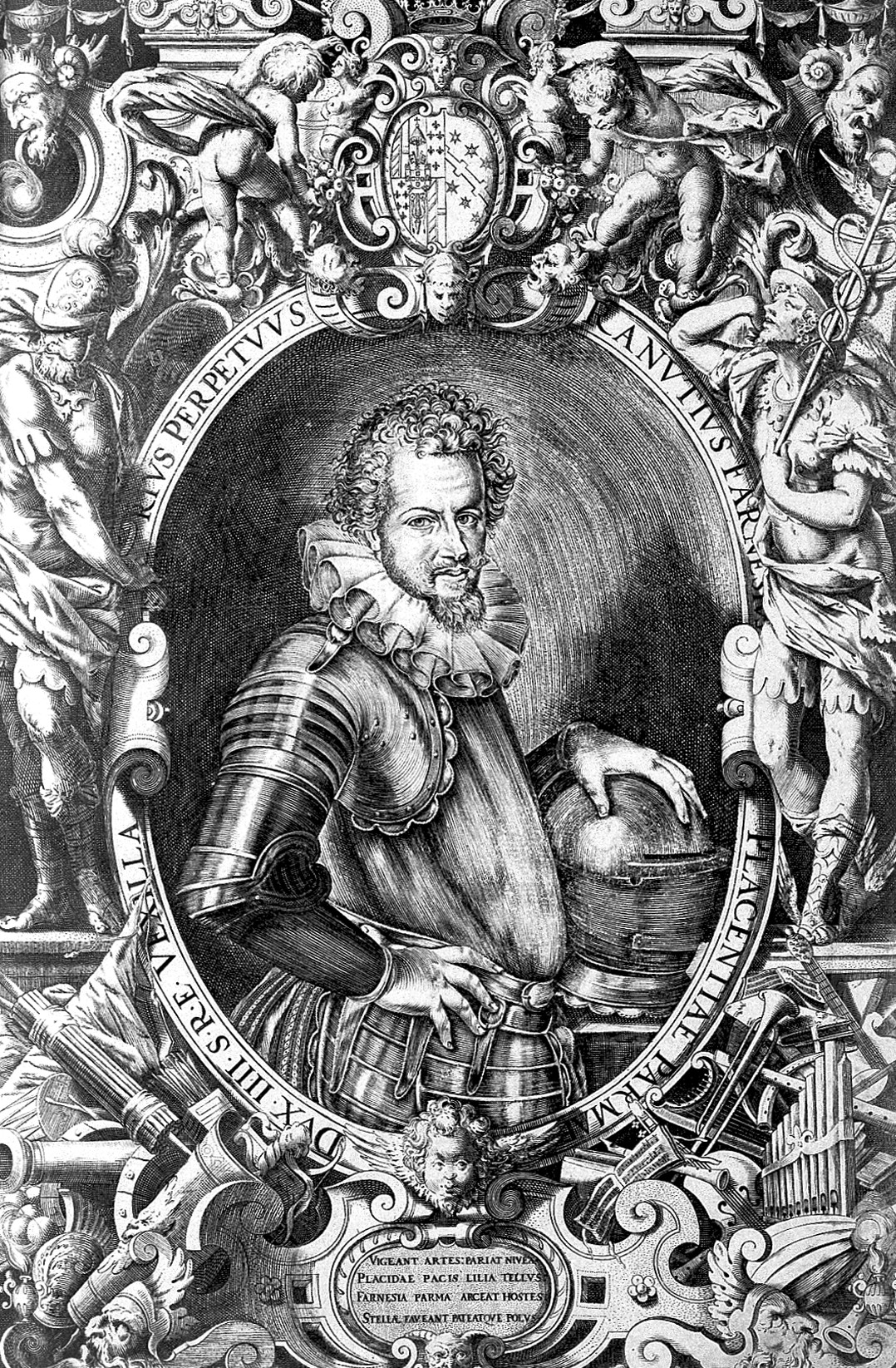
Ranuccio I Farnese in una stampa d'epoca.

Nella primavera del 1611 fu arrestato Alfonso II Sanvitale, conte di Fontanellato, con un'accusa di uxoricidio. Un suo servitore, Onofrio Martani, sottoposto a tortura, rivelò dei particolari che fecero venire alla luce una presunta congiura ai danni del duca. Furono arrestati alcuni parenti del conte e vari nobili, fra i quali:
- il conte Orazio Simonetta e sua moglie Barbara Sanseverino;
- Pio Torelli, conte di Montechiarugolo;
- Gianfrancesco Sanvitale, feudatario di Sala;
- Girolamo Sanvitale, figlio di Barbara Sanseverino;
- Giambattista Masi, feudatario di Felino;
- Girolamo da Correggio, feudatario di Rossena e tanti altri.

Furono tutti sottoposti a tortura e resero ampia confessione: avrebbero dovuto uccidere il duca e sterminare la sua famiglia durante una funzione religiosa nella chiesa dei Cappuccini di Fontevivo.

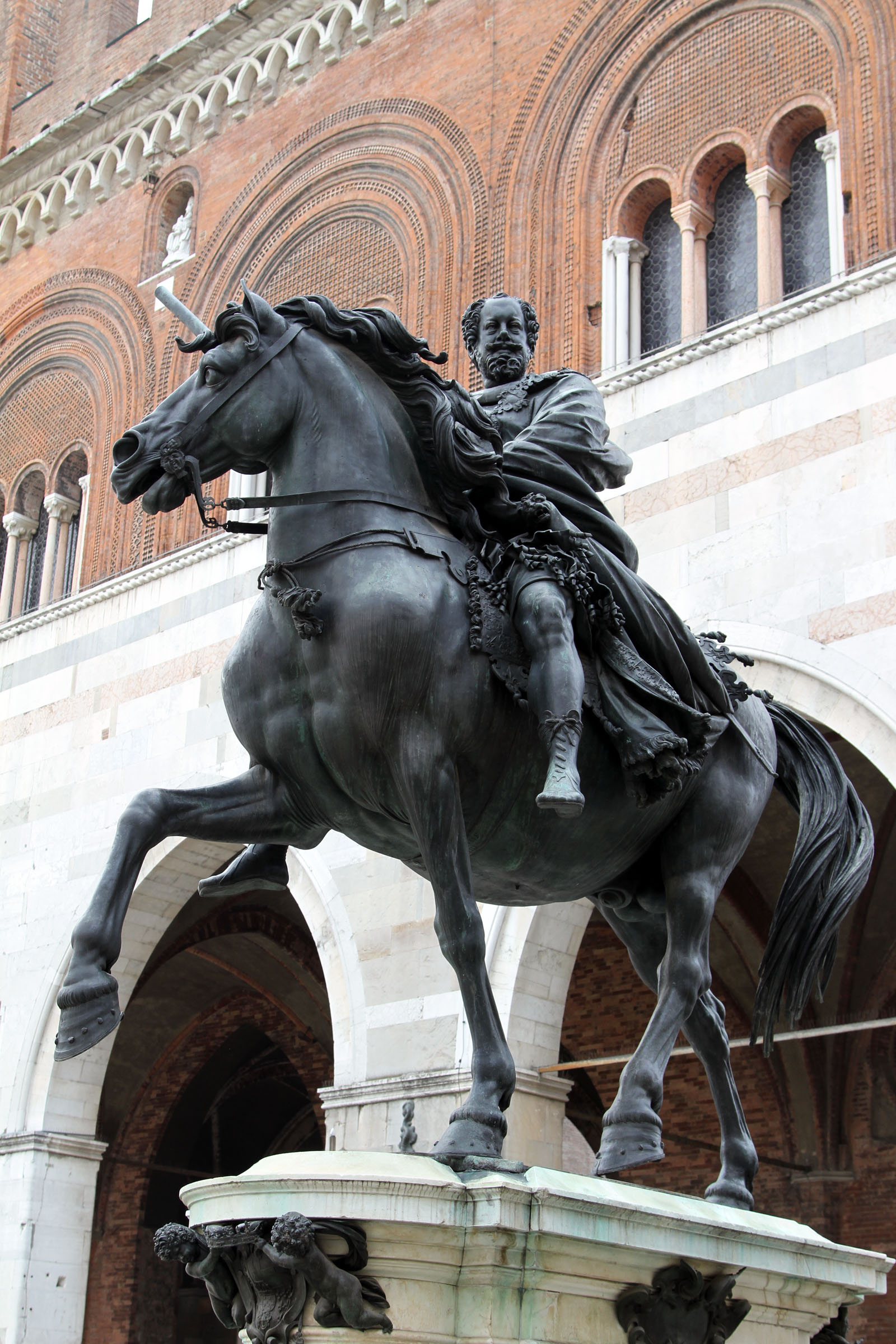
Statua equestre di Ranuccio a Piacenza.

Se è indubbio che da tempo Ranuccio desiderava mettere le mani sui fertili feudi dei nobili incriminati, non è del tutto dimostrabile che la congiura sia stata un'invenzione di Ranuccio e del suo potente consigliere Bartolomeo Riva. Ad ogni modo il 4 maggio 1612, il giudice Filiberto Piosasco pronunciò la sentenza di colpevolezza per tutti gli accusati. Erano rei di lesa maestà e furono condannati alla confisca dei beni e ad essere decapitati e appesi squartati.
Il duca confermò la sentenza di morte, ma vietò le sevizie. Le sentenze furono eseguite la mattina del 19 maggio, tra una folla che si assiepava perfino sui tetti delle case. Sette teste furono infisse ai chiodi del patibolo, e un lungo elenco di poderi e case aggiunto ai registri ducali. Dopo questa esperienza, sempre nel 1612, arrivò l'erede, Odoardo. Le confische dei beni permisero a Ranuccio di trasformare la reggia di Colorno in una piccola Versailles e di creare una vera e propria collezione d'arte.

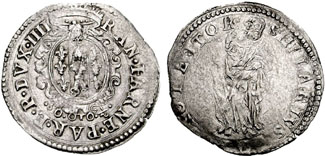
Moneta raffigurante Sant'Ilario coniata durante il regno di Ranuccio.

### Ultimi anni e morte
Nel 1620 Ranuccio informò Ottavio che il suo successore sarebbe stato il figlio legittimo Odoardo, ma Ottavio si ribellò ed il padre lo fece rinchiudere nelle prigioni della Rocchetta dove rimase fino alla morte, assicurando così la successione ad Odoardo.
Ranuccio morì il 5 marzo 1622. La reggenza del ducato venne affidata prima allo zio, il cardinale Odoardo e poi, alla morte di questi, alla madre.

## Discendenza
Ranuccio e Margherita ebbero cinque figli:
- Alessandro (domenica 5 settembre 1610, alle h. 11)
- Odoardo (1612-1646);
- un figlio nata a febbraio 1615
- Maria (1616-1646), che sposerà Francesco I d'Este;
- Vittoria (1618-1649), sposò Francesco I d'Este, vedovo di sua sorella;
- Francesco Maria (1619-1647), che fu nominato cardinale nel 1645, fu l'ultimo cardinale della famiglia.

Ranuccio ebbe inoltre alcuni figli illegittimi: da Briseide Ceretoli, figlia del colonnello Ottavio Ceretoli ebbe:
- Ottavio (1598-1643);
- Isabella (13 aprile 1600 - Roma, 11 novembre 1645[8]), legittimata, sposò a Parma nel 1621 Giulio Cesare Colonna, principe di Palestrina e Carbognano, duca di Bassanello

Da altre amanti ebbe:
- Francesco, (Parma, 28 aprile 1602, morto infante)
- Alessandro, (Parma, 5 settembre 1603, morto infante)
- Maura Margherita, (Borgo San Donnino, 7 febbraio 1604 - Parma, 15 aprile 1663), monaca benedettina del monastero di San Paolo di Parma
- Caterina (Parma, 7 ottobre 1616 - Parma, 1675), monaca benedettina del monastero di Sant'Alessandro di Parma

## Aspetti caratteriali

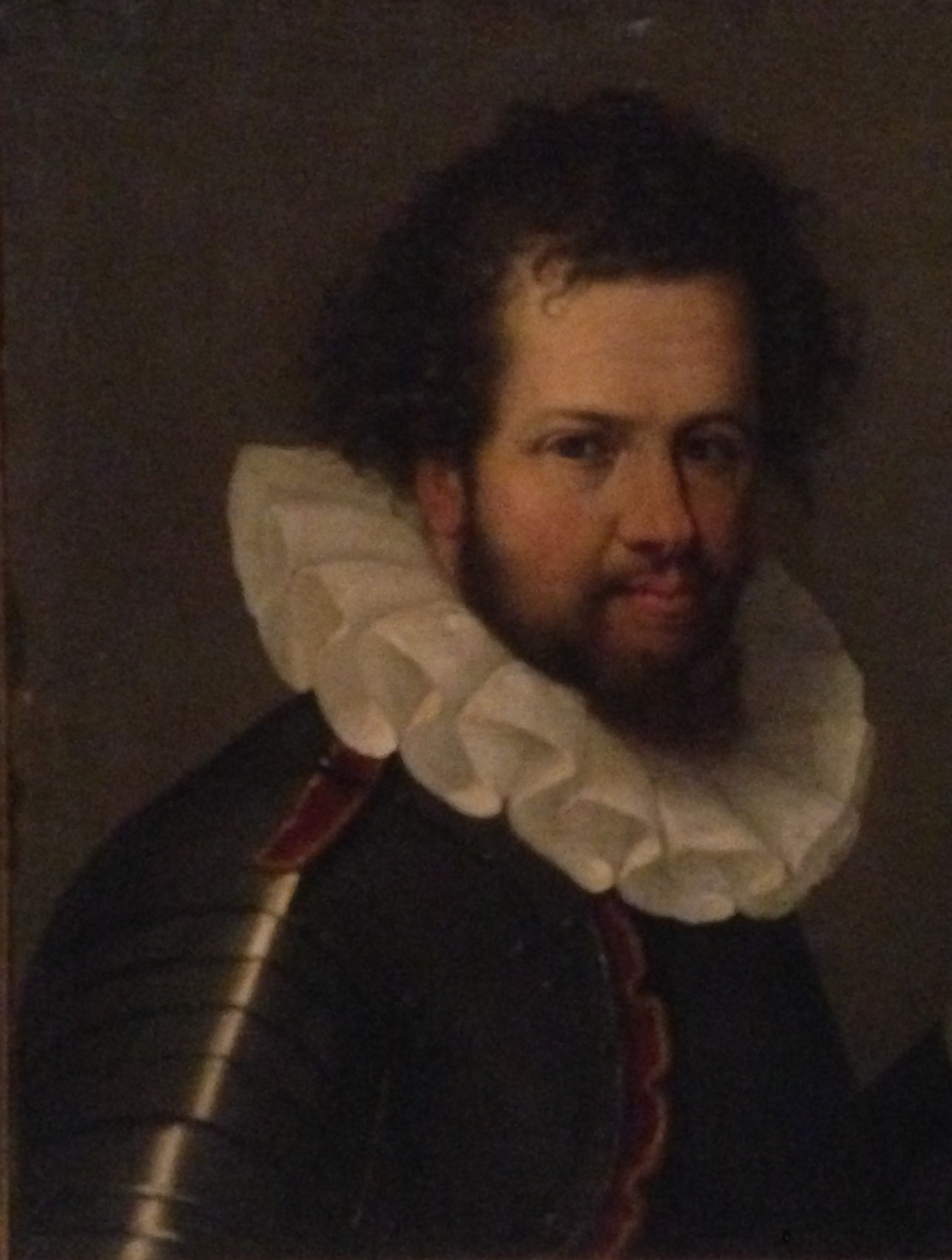
Un ritratto di Ranuccio I conservato nella Galleria nazionale di Parma.

Come tutti i grandi personaggi, Ranuccio fu una figura ricca di qualità e di debolezze. Era colto ed intelligente, ma anche superstizioso e credulone, tanto che ricorse spesso ad esorcismi e rituali liberatori praticati da medicastri e ciarlatani; amava le buone leggi, ma era capace di odiosi soprusi; era molto religioso, ma più attento alle pratiche esteriori che alla cura della sua anima. Era collerico, diffidente, paranoico, dispotico e spietato. Ranuccio I Farnese fu sia ispiratore e ideatore di bellezze, sia despota che non tollerava critiche e indugi.
Le sue grandi passioni furono la musica ed il teatro. Per questo motivo la corte parmense fu la prima in Italia nelle arti musicali. Per quanto riguarda il teatro, basti pensare che mentre a Londra le opere di Shakespeare venivano ancora recitate per strada, a Parma andavano in scena in un teatro progettato da Giovan Battista Aleotti, allievo del Palladio. Era anche amante delle lettere, per questo istituì e condusse l'«Accademia degli Innominati», di cui fecero parte il Tasso e il Guarini.
Ranuccio non mancò, comunque, di difetti, legati al suo carattere da superstizioso e diffidente.
Infatti, viene ricordato anche per la sua crudeltà, un esempio è la pubblica esecuzione di oltre 100 cittadini parmensi accusati da aver cospirato contro di lui.

## Retaggi culturali
Oggi la Pilotta è il più importante centro culturale di Parma; ospita la Biblioteca Palatina, il Museo archeologico nazionale, il Museo Bodoniano, il Teatro Farnese e la Galleria Nazionale.

## Ascendenza
|                      |                          |                          | Genitori                               |  |  | Nonni |  |  | Bisnonni           |  |  | Trisnonni      |  |
|                      |                          |                          |                                        |  |  |       |  |  | Pier Luigi Farnese |  |  | Papa Paolo III |  |
|                      |                          |                          |                                        |  |  |       |  |  | Pier Luigi Farnese |  |  | Papa Paolo III |  |
|                      |                          | Silvia Ruffini           |                                        |  |  |       |  |  | Pier Luigi Farnese |  |  |                |  |
| Ottavio Farnese      |                          |                          |                                        |  |  |       |  |  | Pier Luigi Farnese |  |  |                |  |
|                      |                          | Gerolama Orsini          | Ludovico Orsini                        |  |  |       |  |  |                    |  |  |                |  |
|                      |                          | Gerolama Orsini          | Ludovico Orsini                        |  |  |       |  |  |                    |  |  |                |  |
|                      |                          | Gerolama Orsini          | Giulia Conti                           |  |  |       |  |  |                    |  |  |                |  |
| Alessandro Farnese   |                          | Gerolama Orsini          |                                        |  |  |       |  |  |                    |  |  |                |  |
|                      |                          | Carlo V d'Asburgo        | Filippo I di Castiglia                 |  |  |       |  |  |                    |  |  |                |  |
|                      |                          | Carlo V d'Asburgo        | Filippo I di Castiglia                 |  |  |       |  |  |                    |  |  |                |  |
|                      |                          | Carlo V d'Asburgo        | Giovanna di Castiglia                  |  |  |       |  |  |                    |  |  |                |  |
| Margherita d'Austria |                          | Carlo V d'Asburgo        |                                        |  |  |       |  |  |                    |  |  |                |  |
|                      |                          | Giovanna van der Gheynst | Gilles Johann van der Gheynst          |  |  |       |  |  |                    |  |  |                |  |
|                      |                          | Giovanna van der Gheynst | Gilles Johann van der Gheynst          |  |  |       |  |  |                    |  |  |                |  |
|                      |                          | Giovanna van der Gheynst | Johanna van der Caye van Cocambi       |  |  |       |  |  |                    |  |  |                |  |
| Ranuccio I Farnese   |                          | Giovanna van der Gheynst |                                        |  |  |       |  |  |                    |  |  |                |  |
|                      | Manuele I del Portogallo | Ferdinando d'Aviz        |                                        |  |  |       |  |  |                    |  |  |                |  |
|                      | Manuele I del Portogallo | Ferdinando d'Aviz        |                                        |  |  |       |  |  |                    |  |  |                |  |
|                      | Manuele I del Portogallo | Beatrice d'Aviz          |                                        |  |  |       |  |  |                    |  |  |                |  |
| Eduardo d'Aviz       | Manuele I del Portogallo |                          |                                        |  |  |       |  |  |                    |  |  |                |  |
|                      |                          | Maria di Trastámara      | Ferdinando II di Aragona               |  |  |       |  |  |                    |  |  |                |  |
|                      |                          | Maria di Trastámara      | Ferdinando II di Aragona               |  |  |       |  |  |                    |  |  |                |  |
|                      |                          | Maria di Trastámara      | Isabella di Castiglia                  |  |  |       |  |  |                    |  |  |                |  |
| Maria d'Aviz         |                          | Maria di Trastámara      |                                        |  |  |       |  |  |                    |  |  |                |  |
|                      |                          | Giacomo di Braganza      | Ferdinando II di Braganza              |  |  |       |  |  |                    |  |  |                |  |
|                      |                          | Giacomo di Braganza      | Ferdinando II di Braganza              |  |  |       |  |  |                    |  |  |                |  |
|                      |                          | Giacomo di Braganza      | Isabella di Viseu                      |  |  |       |  |  |                    |  |  |                |  |
| Isabella di Braganza |                          | Giacomo di Braganza      |                                        |  |  |       |  |  |                    |  |  |                |  |
|                      |                          | Leonor Pérez de Guzmán   | Juan de Guzman, duca di Medina Sidonia |  |  |       |  |  |                    |  |  |                |  |
|                      |                          | Leonor Pérez de Guzmán   | Juan de Guzman, duca di Medina Sidonia |  |  |       |  |  |                    |  |  |                |  |
|                      |                          | Leonor Pérez de Guzmán   | Isabel de Velasco                      |  |  |       |  |  |                    |  |  |                |  |
|                      |                          | Leonor Pérez de Guzmán   |                                        |  |  |       |  |  |                    |  |  |                |  |